# NGC 503
NGC 503 es una galaxia elíptica de la constelación de Piscis. 
Fue descubierta el 13 de agosto de 1863 por el astrónomo Heinrich Louis d'Arrest.